# 中島待乳
中島 待乳（なかじま まつち/まっち、嘉永年間 - 1938年（昭和13年）1月19日）は明治時代の写真師、幻灯機製造者。本名は精一。鶴淵初蔵と並び、日本における幻灯普及の功労者として知られる。

## 生涯
嘉永元年（1848年）、嘉永3年（1850年）4月15日または嘉永6年（1853年）4月14日、下総国銚子に生まれた。幼名は助次郎。文久年間オランダ船が漂着した際、乗組員の懐中時計に貼られた写真を絵画と誤認し、画家を志したという。元治元年（1864年）父により丁稚奉公のため江戸に連れ出されたが、これを拒んで帰郷した。慶応3年（1867年）南画家中林湘雲が銚子に来訪した際入門し、2月これに従い江戸に出た。
その後、写真の存在を知って写真家を志し、日本橋区本町穂積屋清水卯三郎から漢訳書を入手し、福地源一郎にレンズ製造法、京橋区竹川町玉屋松五郎にレンズ研磨法を学んだ。明治元年（1868年）には吉原で試験撮影を開始したが、10月火事により器具が全焼した。この頃写真師横山松三郎に師事し、修正術・採光法を学んだ。
陸軍省や山城屋に勤めた後、1872年（明治5年）玉屋に住み込み、レンズ・写真機の自作に成功した。1873年（明治6年）松五郎が死去すると、1874年（明治7年）浅草区材木町に写真館待乳園を開業した。館号は近くの待乳山に因み、師横山松三郎から与えられたとされる。
1877年（明治10年）頃から『脱影夜話』（写真師の深沢要橘、北庭筑波、機材屋の浅沼商会が1874年に創刊した写真雑誌）の記事を参考に幻灯機の製造を試み、手品師帰天斎正一等から注文を受けた。1880年（明治13年）教育博物館長手島精一が師範学校等の教材として幻灯の導入を推進し、鶴淵初蔵と共に製造を請け負った。その後も幻灯機の改良を重ね、1886年（明治19年）6月ライムライトを用いた「水酸瓦斯機械」を発明して改良幻灯会で披露したほか、画家の妻松尾園の手を借りて種板の制作にも力を入れた。1894年（明治27年）日本橋区呉服町一丁目1番地に移転した。
明治30年代には幻灯製造が一般人に普及し、写真師による製造事業は終焉した。晩年は牛込区弁天町に住み、1938年（昭和13年）１月19日死去、多磨霊園に葬られた。戒名は正念院玅心一倒精居士。

## 役職
- 1892年（明治25年）写真協和会記者[1]
- 1894年（明治27年）日本幻灯会幹事（技術担当）[1]
- 1894年（明治27年）大日本写真品評会評議員[1]
- 1897年（明治30年）大日本写真協会技芸長[1]
- 1907年（明治40年）大日本写真会評議員[1]
- 1907年（明治40年）第6回東京府勧業博覧会嘱託審査官（写真印画・同器械材料）[1]
- 1910年（明治43年）東京写真師組合顧問[1]

## 受賞歴
- 1880年（明治13年）第1回内国勧業博覧会花紋賞（人物写真）[1]
- 1881年（明治14年）第2回内国勧業博覧会有功三等賞（写真）[1]
- 1890年（明治23年）第3回内国勧業博覧会有功三等賞（瓦斯幻灯）[1]

## 門人
- 山本讃七郎[1]
- 小泉道太郎[1]
- 宮内幸太郎[1]
- 中島岩次郎[1]
- 小菅仲[1]
- 浅井其三郎[1]
- 水野角蔵[1]
- 岡靖一[1]
- 秋尾新六 – 妻園の末弟[2]。
- 北山勢以 - 新六の妻[2]。

## 親族
妻秋尾園は陸軍馬術教官秋尾利義三女。工部美術学校生。1880年（明治13年）頃結婚した。園の末弟秋尾新六は待乳に写真術を学び、大正期本門佛立宗に傾倒、在家日蓮宗浄風会を設立して親族や弟子等を入会させた。
園との間には子がなく、新六の次男勲を養子とした。勲は戦時中陸軍工兵大尉として航空写真に従事し。シベリア抑留、自衛隊勤務を経て、事業を始めるも失敗し、1956年（昭和31年）家蔵品を散佚させた。